# Withycombe Raleigh
Withycombe Raleigh – osada w Anglii, w Devon, w dystrykcie East Devon. W 2011 miejscowość liczyła 7223 mieszkańców. Withycombe Raleigh jest wspomniana w Domesday Book (1086) jako Widecome/Widecoma.